# Liga ACB 2018-2019
La Liga ACB 2018-2019, chiamata per ragioni di sponsorizzazione Liga Endesa, è la trentaseiesima edizione del massimo campionato spagnolo di pallacanestro maschile.

## Squadre

### Promozioni e retrocessioni
La stagione 2018-2019 della Liga ACB è composta da 16 squadre della stagione precedente, oltre alla vincitrice della LEB Oro e alla vincitrice dei playoff della LEB Oro.
Squadre promosse dalla LEB Oro
- Cafés Candelas Breogán[1]
- Baxi Manresa[1]

### Squadre partecipanti
| Squadra                 | Città                      | Palazzetto (Capacità)                    | Fondazione |
| ----------------------- | -------------------------- | ---------------------------------------- | ---------- |
| Kirolbet Baskonia       | Vitoria                    | Fernando Buesa Arena (15.504)            | 1959       |
| Delteco GBC             | San Sebastián              | Plaza de Toros de Illumbe (11.000)       | 2001       |
| Divina Seguros Joventut | Badalona                   | Olímpico de Badalona (12.500)            | 1930       |
| Barcelona Lassa         | Barcellona                 | Palau Blaugrana (7.585)                  | 1926       |
| Herbalife Gran Canaria  | Las Palmas                 | Gran Canaria Arena (11.500)              | 1963       |
| Iberostar Tenerife      | San Cristóbal de La Laguna | Pabellón Insular Santiago Martín (5.500) | 1939       |
| Monbus Obradoiro        | Santiago di Compostela     | Multiusos Fontes do Sar (6.050)          | 1970       |
| Montakit Fuenlabrada    | Fuenlabrada                | Pabellón Fernando Martín (5.700)         | 1983       |
| MoraBanc Andorra        | Andorra                    | Poliesportiu d'Andorra (5.000)           | 1970       |
| Movistar Estudiantes    | Madrid                     | Palacio de los Deportes (13.673)         | 1948       |
| Cafés Candelas Breogán  | Breogán                    | Pazo dos Deportes (6.500)                | 1966       |
| Real Madrid             | Madrid                     | Palacio de los Deportes (13.673)         | 1932       |
| Baxi Manresa            | Manresa                    | Pavelló Nou Congost (5.000)              | 1931       |
| San Pablo Burgos        | Burgos                     | Coliseum Burgos (9.454)                  | 1994       |
| Tecnyconta Zaragoza     | Saragozza                  | Pabellón Príncipe Felipe (10.744)        | 2002       |
| UCAM Murcia             | Murcia                     | Palacio de Deportes (7.454)              | 1985       |
| Unicaja Málaga          | Malaga                     | José María Martín Carpena (11.300)       | 1992       |
| Valencia Basket         | Valencia                   | La Fonteta (9.000)                       | 1986       |

### Squadre per regione
| Numero di squadre | Regione             | Squadra/e                                             |
| ----------------- | ------------------- | ----------------------------------------------------- |
| 3                 | Madrid              | Montakit Fuenlabrada Movistar Estudiantes Real Madrid |
| 3                 | Catalogna           | Barcelona Lassa Baxi Manresa Divina Seguros Joventut  |
| 2                 | Paesi Baschi        | Kirolbet Baskonia Delteco GBC                         |
| 2                 | Canarie             | Iberostar Tenerife Herbalife Gran Canaria             |
| 2                 | Galizia             | Cafés Candelas Breogán Monbus Obradoiro               |
| 1                 | Aragona             | Tecnyconta Zaragoza                                   |
| 1                 | Castiglia e León    | San Pablo Burgos                                      |
| 1                 | Andalusia           | Unicaja Málaga                                        |
| 1                 | Murcia              | UCAM Murcia                                           |
| 1                 | Comunità Valenciana | Valencia Basket                                       |
| 1                 | Andorra             | MoraBanc Andorra                                      |

### Personale e sponsorizzazione
| Squadra                 | Allenatore             | Capitano           | Azienda produttrice delle divise | Sponsor                        |
| ----------------------- | ---------------------- | ------------------ | -------------------------------- | ------------------------------ |
| Kirolbet Baskonia       | Velimir Perasović      | Tornik'e Shengelia | Kelme                            | Kirolbet                       |
| Delteco GBC             | Sergio Valdeolmillos   | Xabi Oroz          | Hummel                           | Delteco                        |
| Divina Seguros Joventut | Carles Durán           | Albert Ventura     | Spalding                         | Divina Pastora Seguros         |
| Barcelona Lassa         | Svetislav Pešić        | Ante Tomić         | Nike                             | Lassa Tyres                    |
| Herbalife Gran Canaria  | Pedro Martínez Sánchez | Eulis Báez         | Spalding                         | Herbalife                      |
| Iberostar Tenerife      | Txus Vidorreta         | Nicolás Richotti   | Austral                          | Iberostar                      |
| Monbus Obradoiro        | Moncho Fernández       | Pepe Pozas         | Vive                             | Estrella Galicia 0,0           |
| Montakit Fuenlabrada    | Jota Cuspinera         | Marko Popović      | Pentex                           | Montakit                       |
| MoraBanc Andorra        | Ibon Navarro           | Oliver Stević      | Spalding                         | MoraBanc, Andorra              |
| Movistar Estudiantes    | Josep Maria Berrocal   | Edgar Vicedo       | Joma                             | Movistar                       |
| Baxi Manresa            | Joan Peñarroya         | Álvaro Muñoz       | Pentex                           | Baxi                           |
| Real Madrid             | Pablo Laso             | Felipe Reyes       | Adidas                           | European University            |
| Cafés Candelas Breogán  | Tito Díaz              | Salva Arco         | Hummel                           | Cafés Candelas                 |
| San Pablo Burgos        | Diego Epifanio         | Javi Vega          | Hummel                           | Inmobiliaria San Pablo, Burgos |
| Tecnyconta Zaragoza     | Porfirio Fisac         | Carlos Alocén      | Mercury                          | Tecnyconta                     |
| UCAM Murcia             | Sito Alonso            | José Ángel Antelo  | Nike                             | UCAM, Costa Cálida             |
| Unicaja                 | Luis Casimiro          | Carlos Suárez      | Spalding                         | Unicaja, Málaga                |
| Valencia Basket         | Jaume Ponsarnau        | Rafael Martínez    | Luanvi                           | Cultura del Esfuerzo           |

Note
1. ↑  Cultura del Esfuerzo ((IT)  Cultura dello sforzo) è il motto della squadra.

## Stagione regolare

### Classifica
Aggiornata al 28 maggio 2019.
|             | Pos. | Squadra                 | G  | V  | P  | PF   | PS   | Dif  |                        |
| ----------- | ---- | ----------------------- | -- | -- | -- | ---- | ---- | ---- | ---------------------- |
| [ 2 ] [ 3 ] | 1.   | Real Madrid             | 34 | 28 | 6  | 3026 | 2679 | +347 | Qualificate ai playoff |
| [ 4 ]       | 2.   | Barcelona Lassa         | 34 | 27 | 7  | 2948 | 2590 | +358 | Qualificate ai playoff |
|             | 3.   | Kirolbet Baskonia       | 34 | 26 | 8  | 2927 | 2549 | +378 | Qualificate ai playoff |
|             | 4.   | Valencia Basket         | 34 | 23 | 11 | 2793 | 2673 | +120 | Qualificate ai playoff |
|             | 5.   | Unicaja Málaga          | 34 | 21 | 13 | 2843 | 2773 | +70  | Qualificate ai playoff |
|             | 6.   | Tecnyconta Zaragoza     | 34 | 18 | 16 | 2822 | 2897 | −75  | Qualificate ai playoff |
|             | 7.   | Divina Seguros Joventut | 34 | 18 | 16 | 2754 | 2733 | +21  | Qualificate ai playoff |
|             | 8.   | Baxi Manresa            | 34 | 17 | 17 | 2732 | 2794 | -62  | Qualificate ai playoff |
|             | 9.   | Iberostar Tenerife      | 34 | 17 | 17 | 2772 | 2710 | +62  |                        |
|             | 10.  | MoraBanc Andorra        | 34 | 16 | 18 | 2815 | 2785 | +30  |                        |
|             | 11.  | San Pablo Burgos        | 34 | 15 | 19 | 2816 | 2839 | −23  |                        |
|             | 12.  | Herbalife Gran Canaria  | 34 | 14 | 20 | 2828 | 2873 | −45  |                        |
|             | 13.  | Montakit Fuenlabrada    | 34 | 13 | 21 | 2788 | 3021 | −233 |                        |
|             | 14.  | UCAM Murcia             | 34 | 12 | 22 | 2661 | 2785 | −124 |                        |
|             | 15.  | Monbus Obradoiro        | 34 | 11 | 23 | 2645 | 2823 | −178 |                        |
|             | 16.  | Movistar Estudiantes    | 34 | 11 | 23 | 2813 | 2981 | −168 |                        |
|             | 17.  | Delteco GBC             | 34 | 10 | 24 | 2558 | 2791 | −233 | Retrocesse in LEB Oro  |
|             | 18.  | Cafés Candelas Breogán  | 34 | 9  | 25 | 2623 | 2868 | −245 | Retrocesse in LEB Oro  |

### Risultati
Aggiornati al 28 maggio 2019.
| Risultati               | BAR      | BAX      | BRE      | GBC      | JOV      | HGC     | IBT      | KBA      | MOB     | MKF       | MBA       | MOV      | RMB       | SPB     | TZA      | UCM      | UNI      | VBC      |
| ----------------------- | -------- | -------- | -------- | -------- | -------- | ------- | -------- | -------- | ------- | --------- | --------- | -------- | --------- | ------- | -------- | -------- | -------- | -------- |
| Barcelona Lassa         |          | 107 - 71 | 94 - 80  | 88 - 71  | 94 - 92  | 98 - 78 | 77 - 73  | 72-84    | 79 - 73 | 106 - 76  | 67 - 63   | 90 - 76  | 86 - 69   | 97 - 88 | 99 - 55  | 105 - 73 | 94 - 83  | 72 - 78  |
| Baxi Manresa            | 78 - 88  |          | 72 - 63  | 84 - 74  | 66 - 67  | 86 - 79 | 91 - 87  | 66 - 82  | 75 - 72 | 86 - 77   | 64 - 77   | 101 - 91 | 78 - 83   | 83 - 86 | 94 - 73  | 86-96    | 87 - 96  | 75 - 66  |
| Cafés Candelas Breogán  | 75 - 92  | 71 - 80  |          | 83 - 71  | 69 - 76  | 77 - 92 | 84 - 85  | 72 - 90  | 69 - 56 | 92 - 96   | 85 - 79   | 88 - 79  | 84 - 71   | 76 - 95 | 82 - 86  | 77 - 73  | 83 - 75  | 65 - 77  |
| Delteco GBC             | 71 - 104 | 85 - 91  | 100 - 65 |          | 89 - 86  | 74 - 63 | 73 - 79  | 77 - 87  | 85-72   | 60 - 76   | 72 - 84   | 93 - 92  | 76 - 95   | 92 - 83 | 73 - 78  | 67 - 81  | 80 - 94  | 66 - 67  |
| Divina Seguros Joventut | 89-77    | 86 - 70  | 81 - 88  | 88 - 64  |          | 88 - 75 | 84 - 64  | 67 - 68  | 83 - 79 | 78 - 88   | 65 - 75   | 86 - 78  | 74 - 83   | 88 - 85 | 88 - 73  | 86 - 94  | 93 - 86  | 83 - 74  |
| Herbalife Gran Canaria  | 77-97    | 76 - 84  | 96 - 72  | 85 - 90  | 83 - 68  |         | 77 - 91  | 83 - 101 | 92 - 93 | 91 - 75   | 106 - 80  | 85 - 79  | 71 - 77   | 74 - 81 | 84 - 79  | 90 - 82  | 85 - 76  | 111 - 92 |
| Iberostar Tenerife      | 63 - 57  | 77 - 75  | 90 - 78  | 60 - 67  | 79 - 72  | 86 - 90 |          | 70 - 63  | 78 - 52 | 96 - 65   | 87-83     | 73 - 81  | 82 - 91   | 83 - 88 | 86 - 88  | 83 - 76  | 85 - 92  | 100 - 66 |
| Kirolbet Baskonia       | 73 - 82  | 82-71    | 100 - 78 | 85 - 66  | 87 - 81  | 91 - 76 | 85 - 68  |          | 72 - 63 | 101-92    | 84 - 82   | 104 - 67 | 74 - 91   | 87 - 79 | 99 - 76  | 93 - 49  | 112 - 95 | 77 - 56  |
| Monbus Obradoiro        | 63 - 83  | 90 - 97  | 75 - 73  | 88 - 82  | 77 - 84  | 82 - 96 | 79 - 90  | 74 - 81  |         | 101 - 104 | 69 -68    | 91 - 81  | 73 - 86   | 91 - 81 | 84 - 91  | 91 - 79  | 89 - 86  | 78 - 81  |
| Montakit Fuenlabrada    | 79 - 73  | 94 - 89  | 95 - 98  | 70 - 69  | 74 - 106 | 88 -93  | 88 - 84  | 60 - 110 | 84 - 83 |           | 79 - 85   | 93 - 92  | 80 - 95   | 80 - 89 | 87-88    | 101 - 93 | 79 - 93  | 94 - 89  |
| MoraBanc Andorra        | 79 - 82  | 77 - 82  | 91 - 84  | 76 - 87  | 102 - 89 | 99 - 85 | 81 - 96  | 93 - 73  | 91-72   | 89 - 88   |           | 96 - 82  | 66 - 87   | 97 - 88 | 97 - 99  | 78 - 76  | 84 - 95  | 72 - 73  |
| Movistar Estudiantes    | 84 - 101 | 77 - 79  | 95 - 62  | 86 - 62  | 69 - 83  | 86-96   | 98 - 96  | 67 - 100 | 83 - 80 | 77 - 75   | 91 - 90   |          | 93 - 88   | 80 - 79 | 87 - 72  | 86 - 110 | 72-80    | 79 - 83  |
| Real Madrid             | 76 - 82  | 91 - 57  | 84-89    | 104 - 71 | 92 - 69  | 87 - 63 | 88 - 73  | 82 - 76  | 94 - 70 | 89 - 79   | 105 - 107 | 109 - 92 |           | 90 - 77 | 98 - 96  | 80 - 74  | 89 - 82  | 83 - 77  |
| San Pablo Burgos        | 80 - 85  | 74 - 82  | 92 - 76  | 96 - 73  | 65 - 87  | 89 - 87 | 79 - 68  | 82 - 79  | 76 - 84 | 99 - 76   | 66 - 62   | 102 - 82 | 84-102    |         | 79 - 93  | 84 - 73  | 88 - 79  | 77 - 87  |
| Tecnyconta Zaragoza     | 86 - 91  | 83 - 74  | 83 - 69  | 76 - 73  | 112 - 66 | 71 - 69 | 102 - 93 | 81 - 79  | 78 - 86 | 77 - 80   | 77 - 97   | 91 - 85  | 70 - 85   | 89 - 81 |          | 88 - 68  | 72 - 70  | 89-91    |
| UCAM Murcia             | 71 - 70  | 79 - 84  | 76 - 64  | 61-74    | 73 - 78  | 82 - 77 | 91 - 96  | 75 - 86  | 80 - 58 | 75 - 65   | 67 - 77   | 73 - 88  | 80-82     | 72 - 62 | 116 - 94 |          | 78 - 76  | 68 - 81  |
| Unicaja Málaga          | 78 - 73  | 99 - 97  | 78 - 72  | 87 - 69  | 88 - 63  | 89 - 76 | 61 - 78  | 64 - 81  | 74 - 63 | 89 - 84   | 72 - 66   | 82 - 76  | 103 - 102 | 91-70   | 98 - 82  | 89 - 82  |          | 86 - 73  |
| Valencia Basket         | 85 - 86  | 89 - 76  | 83-82    | 77 - 62  | 93 - 80  | 83 - 67 | 88 - 73  | 92 - 81  | 87 - 94 | 86 - 67   | 91 - 72   | 90 - 82  | 70 - 88   | 94 - 92 | 89 - 74  | 89 - 65  | 96-57    |          |

#### Classifica in divenire
Aggiornata al 28 maggio 2019.
|                   | 1ª | 2ª | 3ª | 4ª | 5ª | 6ª | 7ª | 8ª | 9ª | 10ª | 11ª | 12ª | 13ª | 14ª | 15ª | 16ª | 17ª | 18ª | 19ª | 20ª | 21ª | 22ª | 23ª | 24ª | 25ª | 26ª | 27ª | 28ª | 29ª | 30ª | 31ª | 32ª | 33ª | 34ª |
| ----------------- | -- | -- | -- | -- | -- | -- | -- | -- | -- | --- | --- | --- | --- | --- | --- | --- | --- | --- | --- | --- | --- | --- | --- | --- | --- | --- | --- | --- | --- | --- | --- | --- | --- | --- |
| Real Madrid       | 4  | 1  | 1  | 2  | 2  | 1  | 2  | 2  | 1  | 3   | 3   | 3   | 3   | 2   | 3   | 3   | 2   | 2   | 3   | 2   | 2   | 2   | 2   | 2   | 2   | 2   | 2   | 2   | 2   | 2   | 1   | 1   | 1   | 1   |
| Saski Baskonia    | 1  | 6  | 3  | 3  | 3  | 3  | 1  | 3  | 3  | 2   | 2   | 2   | 2   | 3   | 2   | 2   | 3   | 3   | 2   | 3   | 3   | 3   | 3   | 3   | 3   | 3   | 3   | 3   | 3   | 3   | 2   | 2   | 2   | 3   |
| Barcellona        | 2  | 2  | 2  | 1  | 1  | 2  | 3  | 1  | 2  | 1   | 1   | 1   | 1   | 1   | 1   | 1   | 1   | 1   | 1   | 1   | 1   | 1   | 1   | 1   | 1   | 1   | 1   | 1   | 1   | 1   | 3   | 3   | 3   | 2   |
| Valencia          | 14 | 18 | 14 | 8  | 11 | 6  | 8  | 7  | 10 | 9   | 7   | 7   | 6   | 5   | 6   | 6   | 6   | 4   | 6   | 6   | 5   | 4   | 5   | 4   | 5   | 5   | 5   | 4   | 4   | 4   | 4   | 4   | 4   | 4   |
| Gran Canaria      | 17 | 17 | 11 | 15 | 8  | 10 | 16 | 16 | 16 | 14  | 16  | 14  | 15  | 16  | 14  | 15  | 12  | 13  | 15  | 16  | 16  | 14  | 14  | 15  | 14  | 14  | 13  | 14  | 12  | 12  | 12  | 12  | 12  | 12  |
| Andorra           | 8  | 4  | 6  | 6  | 12 | 12 | 10 | 9  | 9  | 8   | 10  | 11  | 12  | 11  | 11  | 10  | 9   | 9   | 9   | 9   | 10  | 9   | 9   | 9   | 7   | 9   | 10  | 10  | 10  | 10  | 10  | 10  | 10  | 10  |
| Málaga            | 5  | 3  | 5  | 4  | 4  | 4  | 4  | 4  | 4  | 4   | 4   | 4   | 4   | 4   | 4   | 4   | 5   | 6   | 5   | 4   | 6   | 5   | 6   | 5   | 4   | 4   | 4   | 5   | 5   | 5   | 5   | 5   | 5   | 5   |
| Tenerife          | 15 | 8  | 4  | 5  | 5  | 5  | 5  | 5  | 5  | 5   | 5   | 5   | 7   | 6   | 5   | 5   | 4   | 5   | 4   | 5   | 7   | 8   | 8   | 8   | 10  | 11  | 9   | 9   | 9   | 9   | 7   | 8   | 6   | 9   |
| Fuenlabrada       | 3  | 7  | 12 | 17 | 14 | 15 | 12 | 13 | 11 | 12  | 11  | 13  | 14  | 15  | 17  | 14  | 16  | 16  | 14  | 15  | 15  | 16  | 15  | 14  | 13  | 13  | 15  | 12  | 14  | 14  | 13  | 13  | 13  | 13  |
| Murcia            | 12 | 13 | 16 | 11 | 16 | 17 | 14 | 15 | 12 | 13  | 12  | 10  | 10  | 12  | 15  | 16  | 17  | 17  | 17  | 17  | 17  | 17  | 16  | 16  | 16  | 16  | 16  | 17  | 16  | 17  | 16  | 14  | 14  | 14  |
| Estudiantes       | 11 | 12 | 9  | 12 | 7  | 9  | 15 | 14 | 15 | 16  | 15  | 16  | 17  | 17  | 16  | 17  | 14  | 11  | 13  | 13  | 13  | 13  | 13  | 13  | 15  | 15  | 14  | 15  | 15  | 15  | 15  | 16  | 16  | 16  |
| Obradoiro         | 6  | 5  | 8  | 9  | 13 | 14 | 11 | 12 | 14 | 15  | 14  | 12  | 13  | 13  | 13  | 12  | 11  | 12  | 11  | 11  | 11  | 11  | 12  | 12  | 11  | 12  | 12  | 13  | 13  | 13  | 14  | 15  | 15  | 15  |
| San Sebastián     | 16 | 16 | 18 | 18 | 18 | 18 | 18 | 17 | 18 | 18  | 18  | 18  | 18  | 18  | 18  | 18  | 18  | 18  | 18  | 18  | 18  | 18  | 18  | 18  | 18  | 18  | 18  | 18  | 17  | 16  | 17  | 17  | 17  | 17  |
| S.P. Burgos       | 13 | 10 | 15 | 16 | 10 | 11 | 9  | 11 | 13 | 11  | 13  | 15  | 11  | 10  | 10  | 11  | 13  | 14  | 12  | 12  | 12  | 12  | 11  | 11  | 12  | 10  | 11  | 11  | 11  | 11  | 11  | 11  | 11  | 11  |
| Joventut Badalona | 9  | 14 | 10 | 14 | 6  | 7  | 6  | 6  | 6  | 10  | 9   | 9   | 8   | 8   | 7   | 8   | 7   | 7   | 8   | 7   | 4   | 6   | 4   | 6   | 6   | 6   | 6   | 8   | 7   | 6   | 8   | 7   | 7   | 7   |
| Saragozza         | 18 | 11 | 7  | 10 | 15 | 16 | 13 | 10 | 8  | 7   | 8   | 8   | 9   | 9   | 9   | 9   | 10  | 10  | 10  | 10  | 9   | 10  | 10  | 10  | 9   | 7   | 8   | 7   | 8   | 8   | 6   | 6   | 9   | 6   |
| Breogán           | 9  | 15 | 17 | 13 | 17 | 13 | 17 | 18 | 17 | 17  | 17  | 17  | 16  | 14  | 12  | 13  | 15  | 15  | 16  | 14  | 14  | 15  | 17  | 17  | 17  | 17  | 17  | 16  | 18  | 18  | 18  | 18  | 18  | 18  |
| Manresa           | 7  | 9  | 13 | 7  | 9  | 8  | 7  | 8  | 7  | 6   | 6   | 6   | 5   | 7   | 8   | 7   | 8   | 8   | 7   | 8   | 8   | 7   | 7   | 7   | 8   | 8   | 7   | 6   | 6   | 7   | 9   | 9   | 8   | 8   |

Legenda:

      Vincitrice della stagione regolare

      Qualificata ai playoff scudetto

      Retrocessa

## Playoff
|  | Quarti di finale | Quarti di finale  | Quarti di finale |            |                | Semifinali  | Semifinali | Semifinali |  |  | Finali | Finali      | Finali |
|  |                  |                   |                  |            |                |             |            |            |  |  |        |             |        |
|  | 1                | Real Madrid       | 2                |            |                |             |            |            |  |  |        |             |        |
|  | 8                | Manresa           | 0                |            |                |             |            |            |  |  |        |             |        |
|  | 8                | Manresa           | 0                |            | 1              | Real Madrid | 3          |            |  |  |        |             |        |
|  |                  |                   |                  |            | 1              | Real Madrid | 3          |            |  |  |        |             |        |
|  |                  | 4                 | Valencia         | 0          |                |             |            |            |  |  |        |             |        |
|  | 4                | 4                 | Valencia         | 0          | Valencia       | 2           |            |            |  |  |        |             |        |
|  | 4                |                   |                  |            | Valencia       | 2           |            |            |  |  |        |             |        |
|  | 5                | Málaga            | 1                |            |                |             |            |            |  |  |        |             |        |
|  |                  |                   |                  |            |                |             |            |            |  |  | 1      | Real Madrid | 3      |
|  |                  |                   | 2                | Barcellona | 1              |             |            |            |  |  |        |             |        |
|  | 2                | Barcellona        | 2                |            |                |             |            |            |  |  |        |             |        |
|  | 7                | Joventut Badalona | 0                |            |                |             |            |            |  |  |        |             |        |
|  | 7                | Joventut Badalona | 0                |            | 2              | Barcellona  | 3          |            |  |  |        |             |        |
|  |                  |                   |                  |            | 2              | Barcellona  | 3          |            |  |  |        |             |        |
|  |                  | 6                 | Saragozza        | 0          |                |             |            |            |  |  |        |             |        |
|  | 3                | 6                 | Saragozza        | 0          | Saski Baskonia | 0           |            |            |  |  |        |             |        |
|  | 3                |                   |                  |            | Saski Baskonia | 0           |            |            |  |  |        |             |        |
|  | 6                | Saragozza         | 2                |            |                |             |            |            |  |  |        |             |        |

| Liga ACB 2018-2019     |
| ---------------------- |
| Real Madrid 35º titolo |

## Premi e riconoscimenti

### Miglior giocatore della giornata
Aggiornata al 28 maggio 2019.
| Giornata | Giocatore                   | Squadra           | PIR |
| -------- | --------------------------- | ----------------- | --- |
| 1        | Tornik'e Shengelia          | Saski Baskonia    | 31  |
| 2        | Thaddus McFadden            | Joventut Badalona | 33  |
| 3        | Will Thomas                 | Valencia          | 36  |
| 4        | Darrun Hilliard             | Saski Baskonia    | 28  |
| 5        | Vincent Poirier             | Saski Baskonia    | 26  |
| 6        | Bojan Dubljević             | Valencia          | 34  |
| 7        | Nicolás Laprovíttola        | Joventut Badalona | 28  |
| 8        | Jaime Fernández Bernabé     | Málaga            | 35  |
| 9        | Javier Beirán               | Canarias Tenerife | 32  |
| 10       | Bo McCalebb                 | Saragozza         | 28  |
| 11       | Kōstas Vasileiadīs          | Obradoiro         | 31  |
| 12       | Vladimír Brodziansky        | Obradoiro         | 37  |
| 13       | Ryan Toolson                | Manresa           | 27  |
| 13       | Stan Okoye                  | Saragozza         | 27  |
| 14       | Francisco Cruz Saldívar     | Fuenlabrada       | 32  |
| 15       | Ante Tomić                  | Barcellona        | 37  |
| 16       | Colton Iverson              | Canarias Tenerife | 33  |
| 17       | Javier Beirán (2)           | Canarias Tenerife | 25  |
| 17       | Vladimír Brodziansky (2)    | Obradoiro         | 25  |
| 17       | Kōstas Vasileiadīs (2)      | Obradoiro         | 25  |
| 18       | Nicolás Laprovíttola (2)    | Joventut Badalona | 34  |
| 19       | Jaime Fernández Bernabé (2) | Málaga            | 34  |
| 20       | Volodymyr Herun             | Breogán           | 37  |
| 21       | Vincent Poirier (2)         | Saski Baskonia    | 34  |
| 22       | Brian Roberts               | Málaga            | 28  |
| 23       | Askia Booker                | Murcia            | 48  |
| 24       | E.J. Rowland                | Fuenlabrada       | 28  |
| 24       | Dylan Ennis                 | Andorra           | 28  |
| 24       | Matt Thomas                 | Valencia          | 28  |
| 25       | Stan Okoye (2)              | Saragozza         | 32  |
| 26       | Nacho Martín                | Saragozza         | 34  |
| 27       | Nik Caner-Medley            | Estudiantes       | 35  |
| 28       | Daniel Pérez                | San Sebastián     | 36  |
| 29       | Askia Booker (2)            | Murcia            | 38  |
| 30       | Thomas Heurtel              | Barcellona        | 28  |
| 31       | Askia Booker (3)            | Murcia            | 35  |
| 32       | Walter Tavares              | Real Madrid       | 27  |
| 32       | Mike Tobey                  | Valencia          | 27  |
| 33       | Jacob Wiley                 | Gran Canaria      | 33  |
| 34       | Louis Labeyrie              | Valencia          | 34  |

### Miglior giocatore del mese
Aggiornata all'11 aprile 2019.
| Mese     | Giornate | Giocatore          | Squadra           | PIR  | Rif.   |
| -------- | -------- | ------------------ | ----------------- | ---- | ------ |
| Ottobre  | 1–6      | Tornik'e Shengelia | Saski Baskonia    | 19.8 | [ 6 ]  |
| Novembre | 7–10     | Javier Beirán      | Canarias Tenerife | 21.3 | [ 7 ]  |
| Dicembre | 11–14    | Kōstas Vasileiadīs | Obradoiro         | 22.6 | [ 8 ]  |
| Gennaio  | 14–18    | Colton Iverson     | Canarias Tenerife | 23.5 | [ 9 ]  |
| Febbraio | 19–20    | Giorgi Shermadini  | Málaga            | 27.0 | [ 10 ] |
| Febbraio | 19–20    | Dominique Sutton   | S.P. Burgos       | 27.0 | [ 10 ] |
| Marzo    | 21–25    | Moussa Diagne      | Andorra           | 20.5 | [ 11 ] |
| Aprile   | 26–29    | Facundo Campazzo   | Real Madrid       | 22.7 | [ 12 ] |

### Riconoscimenti
| Premio             | Giocatore            | Squadra                 |
| ------------------ | -------------------- | ----------------------- |
| MVP regular season | Nicolás Laprovíttola | Divina Seguros Joventut |
| MVP finali         | Facundo Campazzo     | Real Madrid             |
| Miglior giovane    | Carlos Alocén        | Tecnyconta Zaragoza     |
| Miglior allenatore | Svetislav Pešić      | Barcelona Lassa         |

- Primo quintetto:
  -  Nicolás Laprovíttola,  Divina Seguros Joventut
  -  Facundo Campazzo,  Real Madrid
  -  Stan Okoye,  Tecnyconta Zaragoza
  -  Bojan Dubljević,  Valencia
  -  Walter Tavares,  Real Madrid
- Secondo quintetto:
  -  Thomas Heurtel,  Barcelona Lassa
  -  Javier Beirán,  Iberostar Tenerife
  -  Jaime Fernández Bernabé,  Unicaja Málaga
  -  Tornik'e Shengelia,  Kirolbet Baskonia
  -  Vincent Poirier,  Kirolbet Baskonia

## Squadre spagnole nelle competizioni europee
| Squadra                | Competizione     | Andamento            |
| ---------------------- | ---------------- | -------------------- |
| Real Madrid            | Euroleague       | Terzo posto          |
| Barcelona Lassa        | Euroleague       | Top 16               |
| Kirolbet Baskonia      | Euroleague       | Top 16               |
| Herbalife Gran Canaria | Euroleague       | Top 16               |
| Valencia Basket        | Eurocup          | Campione             |
| MoraBanc Andorra       | Eurocup          | Semifinale           |
| Unicaja Málaga         | Eurocup          | Quarti di finale     |
| Iberostar Tenerife     | Champions League | Secondo posto        |
| UCAM Murcia            | Champions League | Sedicesimi di finale |
| Montakit Fuenlabrada   | Champions League | Gironi               |
| Movistar Estudiantes   | Champions League | Qualificazioni       |